# Złoty Glob za najlepszy miniserial lub film telewizyjny
Złoty Glob za najlepszy miniserial lub film telewizyjny jest jedną z dorocznych kategorii nagród Złotych Globów, nagradzającą najlepsze miniseriale oraz filmy telewizyjne. Nagroda dla najlepszych filmów telewizyjnych przyznana została po raz pierwszy w 1972 roku, a od 1982 roku dołączono do niej także miniseriale. W latach 1974–1975 nie nominowano i nie przyznano nagród w danej kategorii. Od 2015 roku Złoty Glob w tej kategorii jest wręczany dla najlepszego serialu limitowanego lub filmu telewizyjnego.

## Zwycięzcy i nominowani

### Lata 70.
Najlepszy film telewizyjny
Nagrodę tę przyznawano za lata 1971 – 1972 oraz 1976–1981.
(F) – film telewizyjny (MS) – seria telewizyjna lub miniserial
1971: The Snow Goose (F)
- Piosenka Briana (F)
- Pojedynek na szosie (F)
- The Homecoming: A Christmas Story (F)
- The Last Child (F)

1972: That Certain Summer (F)
- Footsteps (F)
- Szklany dom (F)
- Kung Fu (MS)
- A War of Children (F)

1975: Babe (F)
- Słodka branka (F)
- Guilty Or Innocent: The Sam Sheppard Murder Case (F)
- A Home Of Your Own (F)
- Legend Of Lizzie Borden (F)

1976: Eleonora i Franklin (F)
- Ostatni lot (F)
- Francis Gary Powers: The True Story Of The U-2 Incident (F)
- I Want To Keep My Baby (F)
- Sprawa porwania Lindbergha (F)
- Sybil (F)

1977: Atak na Entebbe (F)
- Just a Little Inconvenience (F)
- Mary Jane Harper Cried Last Night (F)
- Mary White (F)
- Kwestia odwagi (F)

1978: Na zakręcie (F)
- The Bastard (F)
- First, You Cry (F)
- The Immigrants (F)
- Małe kobietki (F)
- A Question Of Love (F)
- Rewia, kobiety i śpiew (F)

1979: Na Zachodzie bez zmian (F)
- Przyjacielski ogień (F)
- Like Normal People (F)
- Cudotwórczyni (F)
- Elvis (F)

### Lata 80.
1980: The Shadow Box (F)
- Pamiętnik Anny Frank (F)
- Ciężka próba doktora Mudda (F)
- Playing for Time (F)
- A Tale of Two Cities (MS)

Najlepszy miniserial lub film telewizyjny

Nagrodę w tej kategorii przyznawano nieprzerwanie od 1981 do 2014 roku.
1981: Bill (F)/ Na wschód od Edenu (MS) (remis)
- Masada (MS)
- A Long Way Home (F)
- Morderstwo w Teksasie (F)

1982: Brideshead Revisited (MS)
- Eleonora – pierwsza dama świata (F)
- In the Custody of Strangers (F)
- W swoim rodzaju (F)
- A Woman Called Golda (F)

1983: Ptaki ciernistych krzewów (MS)
- W stalowych kleszczach (F)
- Kennedy (MS)
- Kto pokocha moje dzieci? (F)
- Wichry wojny (MS)

1984: Amelia (F)
- Płonące łóżko (F)
- Lalkarka (F)
- Sakharov (F)
- Tramwaj zwany pożądaniem (F)

1985: Klejnot w koronie (MS)
- Amos (F)
- Śmierć komiwojażera (F)
- Czy pamiętasz miłość? (F)
- Wczesny mróz (F)

1986: Obietnica (F)
- Anastazja: Tajemnica Anny (F)
- Niezwykła Wigilia (F)
- Pomocna dłoń (F)
- Piotr Wielki (MS)
- Z przyczyn nienaturalnych (F)

1987: Ucieczka z Sobiboru (F)/ Biedna mała bogata dziewczynka (MS) (REMIS)
- Po obietnicy (F)
- Echoes in the Darkness (F)
- Błędny ognik (F)

1988: Wojna i pamięć (MS)
- Hemingway (MS)
- Kuba rozpruwacz (F)
- Zabójstwo Mary Phagan (MS)
- Dziesiąty człowiek (F)

1989: Na południe od Brazos (MS)
- Wiem, że na imię mam Steven (F)
- Nazywam się Bill W. (F)
- Bez wyroku (F)
- Niewinne ofiary (F)

### Lata 90.
1990: Decoration Day (F)
- Caroline? (F)
- Rodzina szpiegów (F)
- The Kennedys of Massachusetts (MS)
- Upiór w operze (F)

1991: Pod wiatr (F)
- W imieniu dziecka (F)
- Historia Josephine Baker (F)
- Rodzina Sary. Anons (F)
- Separate but Equal (F)

1992: Sinatra (F)
- Obywatel Cohn (F)
- Klejnoty (F)
- Panna Rose White (F)
- Stalin (F)

1993: Rekiny Manhattanu (F)
- A orkiestra grała dalej (F)
- Columbo: It's All in the Game (F)
- Gypsy (F)
- Heidi (F)

1994: Sezon w piekle (F)
- Vaterland – Tajemnica III Rzeszy (F)
- Miłość z wrzosowiska (F)
- Roswell (F)
- Biała mila (F)

1995: Świadek oskarżenia (F)
- Obywatel X (F)
- Pamiętniki Heidi (F)
- Sekret Margarethe Cammermeyer (F)
- Truman (F)

1996: Rasputin (F)
- Zbrodnia stulecia (F)
- Gotti (F)
- Pod wiatr (F)
- Gdyby ściany mogły mówić (F)
- Pożegnanie z Chase (F)

1997: George Wallace (F)
- Dwunastu gniewnych ludzi (F)
- Don King – król boksu (F)
- Chłopcy panny Evers (F)
- Odyseja (F)

1998: Z Ziemi na Księżyc (MS)
- Dwie matki (F)
- Gia (F)
- Merlin (MS)
- The Temptations (F)

1999: Obywatel Welles (F)
- Dash i Lilly (F)
- Wschodząca gwiazda (F)
- Joanna d’Arc (F)
- Pod ochroną (F)

### Od 2000 roku
2000: Nieczysta fotografia (F)
- Ocalić Nowy Jork (F)
- Miłość lub ojczyzna. Historia Artura Sandovala (F)
- Norymberga (MS)
- Ostatni brzeg (F)

2001: Kompania braci (MS)
- Anna Frank. Cała prawda (MS)
- Ostateczne rozwiązanie (F)
- Historia Judy Garland (F)
- Dowcip (F)

2002: Wzbierająca burza (F)
- Na żywo z Bagdadu (F)
- Na ścieżce wojennej (F)
- Shackleton (MS)
- Wybrańcy obcych (MS)

2003: Anioły w Ameryce (MS)
- Mój dom w Umbrii (F)
- Normalny (F)
- Dziewczyna żołnierza (F)
- Rzymska wiosna pani Stone (F)

2004: Peter Sellers: Życie i śmierć (F)
- Rodzina, ach rodzina (MS)
- Niezłomne (F)
- Lew w zimie (F)
- W rękach Boga (F)

2005: Empire Falls (F)
- Na zachód (MS)
- Lackawanna Blues (F)
- Uśpiona komórka (MS)
- Viva Blackpool (F)
- Warm Springs (F)

2006: Elżbieta I (MS)
- Samotnia (MS)
- Przerwany szlak (MS)
- Pani Harris (F)
- Główny podejrzany 7: Końcowy akt (F)

2007: Longford (F)
- Pochowaj me serce w Wounded Knee (F)
- Firma CIA (MS)
- Pięć dni. Zniknięcie (MS)
- Stan wyjątkowy (MS)

2008: John Adams (MS)
- Bernard i Doris (F)
- Życie w Cranford (MS)
- Narodziny w słońcu (F)
- Decydujący głos (F)

2009: Szare ogrody (F)
- Georgia O’Keeffe (F)
- W czasie burzy (F)
- Mała Doritt (MS)
- Podróż powrotna (F)